# Aloys et Alfons Kontarsky

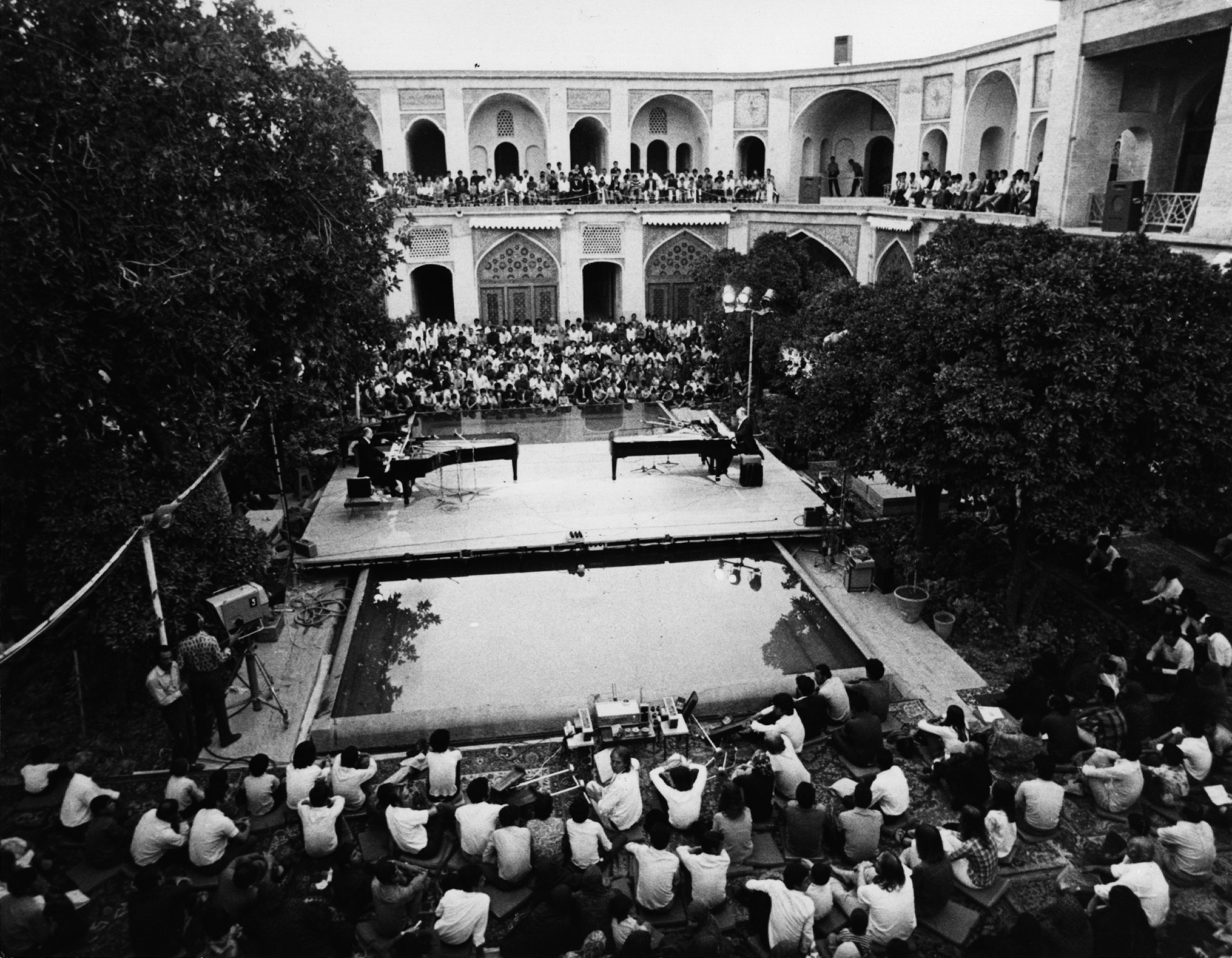
Les frères Kontarskys interprètent Mantra de Stockhausen au Festival des Arts de Shiraz, en Iran, le 2 septembre 1972. Le compositeur est à la table de mixage, au premier plan, au centre.

Aloys (14 mai 1931 – 22 août 2017) et Alfons (9 octobre 1932 – 5 mai 2010,) Kontarsky sont deux frères pianistes allemands, associés à un certain nombre de créations mondiales d'œuvres contemporaines. Leur réputation en tant que duo dans l'exécution de la musique moderne pour deux pianistes est internationalement reconnue, mais ils ont également joué des œuvres du répertoire classique, et ils ont parfois pu jouer chacun séparément. Ils ont été occasionnellement rejoints par leur jeune frère Bernhard, dans des représentations de pièces pour trois pianos. Après avoir subi un accident vasculaire cérébral en 1983, Aloys a pris sa retraite de la scène.

## Biographie
Le frères Kontarsky sont tous deux nés à Iserlohn. Aloys reçoit un début de scolarité avec Franz Hanemann. Plus tard, il étudie à Cologne et Hambourg avec Else Schmitz-Gohr et Eduard Erdmann.
Leur premier concert public a lieu en 1949, durant lequel ils jouent le Concerto pour deux pianos, de Stravinsky. En 1955, ils forment le duo pianistique Klavierduo Kontarsky et se produisent régulièrement à partir de 1959, jusqu'en 1983, à la suite de la paralysie d'Aloys, consécutivement à deux attaques cérébrales. En 1955, ils gagnent le premier prix de piano en duo lors de la quatrième Compétition internationale de musique de la Radio allemande.

À partir de 1962, Aloys et Alfons sont enseignants aux Cours d'été de musique moderne de Darmstadt,. Aloys est également membre de l'Ensemble international de musique de chambre de Darmstadt. À partir de 1963, Aloys est enseignant pour les cours pour la Nouvelle Musique de Cologne. Alfons est membre de l'Académie bavaroise des beaux-arts et de la Deutscher Musikrat (Conseil allemand de la musique, membre du Conseil international de la musique) et occupe des postes de professeur dans les universités de musique de Cologne, Munich et au Mozarteum de Salzbourg
 ({{{date}}}).
. En 1965, Aloys forme un duo avec le violoncelliste Siegfried Palm,. Comme duo de piano, les frères donnent les premières représentations d'œuvres de Luciano Berio, Sylvano Bussotti, Mauricio Kagel, Karlheinz Stockhausen, Henri Pousseur, Luis de Pablo et Bernd Alois Zimmermann.
Ils font de fréquentes tournées dans les pays d'Europe occidentale, au Moyen-Orient et aux Amériques, et sont également apparus en Australie et sur deux tournées en Afrique du Sud. Leurs enregistrements sont nombreux et comprennent la Sonate pour deux pianos et percussion de Béla Bartók, Mantra de Stockhausen (supervisé par le compositeur, paru chez Deutsche Grammophon et réédité sur 16 CD dans l'édition complète Stockhausen) et Structures pour deux pianos de Pierre Boulez. Leur répertoire plus traditionnel comprend l'ensemble des Danses hongroises de Brahms et la Fantaisie en fa mineur, D. 940, de Schubert. Ils sont entendus sur la bande originale de 1990 film Henry et June, jouant la Petite Suite de Debussy.
En 1974, Alfons participe au premier enregistrement avec instruments originaux de la Sonate pour Arpeggione en la mineur, D. 821, de Schubert, l'arpeggione étant joué par Klaus Storck. Aloys fait partie de l'enregistrement de Mikrophonie I de Stockhausen, il y tient la partie de gongs, et Alfons participe à Mikrophonie II, jouant de l'orgue Hammond.
En 1959, Aloys épouse l'actrice Gisela Saur. Selon certaines sources, Aloys se produit comme chef d'orchestre, en 1994 à la création française à l'Opéra Bastille, à Paris, de Die Soldaten de Bernd Alois Zimmermann, mais d'autres sources rapportent le nom de son jeune frère, Bernhard, comme chef d'orchestre pour cette production. Il semble peu probable que ce fût Aloys qui, en 1983, a été victime de deux attaques invalidantes, qui le laissent hémiplégique, avec des troubles de la vision et de la parole. Sa femme, Gisela Saur-Kontarsky, met de côté sa carrière artistique en tant que chanteuse pour aider et accompagner son mari. En 2008, elle reçoit la médaille du Mérite de la Ville de Cologne des mains du maire Fritz Schramma pour son service auprès de lui.
Les élèves des frères Kontarsky comprennent entre autres York Höller, Steffen Schleiermacher, Christine Gerwig et Efraín González Ruano, Anna Haas-Niewiedział et Piotr Niewiedział, Douglas Nemish et Dominique Morel, Elena Hammel et Laura Sánchez.
Alfons Kontarsky a reçu la Croix d'Honneur autrichienne des sciences et des arts, 1re classe, en 1999.

### Encyclopédies
- (en) Michael Kennedy et Joyce Bourne (éds.), The Concise Oxford Dictionary of Music, Oxford, Oxford University Press, 1996.
- (en) Rudolf Lück et Ateş Orga, « Kontarsky, Alfons », dans Stanley Sadie (éd.), The New Grove Dictionary of Music and Musicians, Londres, Macmillan, seconde édition, 29 vols. 2001, 25 000 p. (ISBN 9780195170672, lire en ligne)
- (en) Rudolf Lück et Ateş Orga, « Kontarsky, Aloys », dans Stanley Sadie (éd.), The New Grove Dictionary of Music and Musicians, Londres, Macmillan, seconde édition, 29 vols. 2001, 25 000 p. (ISBN 9780195170672, lire en ligne)

### Articles
- « Karlheinz Stockhausen: Complete Piano Music — Premier enregistrement, supervisé par le compositeur. Coffret de deux albums. 1967, CBS Masterworks 32 21 0008 (stéréo) et 32 21 0007 (mono) » (version du 26 novembre 2010 sur Internet Archive) Aloys Kontarsky, piano.
- (en) Martine Cadieu, « Les soldats de Zimmermann », Europe. Revue littéraire mensuelle, Paris, vol. 72, no 779,‎ mars 1994, p. 194–196.
- Hélène Jarry, « L’opéra de Zimmermann enfin montré à Paris », L'Humanité,‎ 26 janvier 1994.
- (en) Margaret Campbell, « Siegfried Palm: Cellist and Opera Director », The Independent,‎ 2 juillet 2005.
- (de) Clemens Schminke, « Für vorbildlichen Einsatz geehrt », Kölner Stadt-Anzeiger,‎ 5 novembre 2008.